# دون هانسن
دون هانسن (بالإنجليزية: Don Hansen)‏ هو لاعب كرة قدم أمريكية أمريكي، ولد في 20 أغسطس 1944 في ميلرسبورغ في الولايات المتحدة.

## وصلات خارجية
- دون هانسن على موقع مرجع كرة القدم المحترفة.كوم (الإنجليزية)